# Schönberg-Langeck-Tunnel
Der Schönberg-Langeck-Tunnel ist einer von insgesamt zwölf Tunneln der aus der Pfälzischen Ludwigsbahn hervorgegangenen Bahnstrecke Mannheim–Saarbrücken und nach dem Heiligenberg-Tunnel ihr zweitlängster.

## Lage
Der Tunnel befindet sich auf der Gemarkung der Ortsgemeinde Weidenthal in deren südöstlichen Bereich zwischen den Bahnstationen Weidenthal und Neidenfels. Er dient der Abkürzung einer Schlaufe des Hochspeyerbach. Vor dem Nordportal wird dieser mittels einer Brücke überquert. Dem Südportal schließt sich ein weiteres Brückenbauwerk an, das die Bahnstrecke zweimal besagten Fluss und dazwischen die Bundesstraße 39 überführt.

## Geschichte
Am 21. Dezember 1837 erteilte der bayerische König Ludwig I. dem Bau einer Magistrale in Ost-West-Richtung von der Rheinschanze nach Bexbach die Genehmigung. Zwischen Neustadt und Frankenstein mussten für den Anstieg zahlreiche Hügel und Ausläufer von Bergen überwunden werden. Unter ihnen befand sich auch der Höhenrücken Langeck südlich von Weidenthal, dessen nordöstlicher Ausläufer sich wie ein Keil der geplanten Strecke entgegenstellte. Dies erforderte in diesem Bereich den Bau eines insgesamt 366 Meter langen Tunnels, der zudem der längste innerhalb dieses Abschnitts wurde. Bereits seit 1847 war der Verkehr von Ludwigshafen nach Neustadt eröffnet worden, 1848 folgte in zwei Etappen der Abschnitt Homburg–Frankenstein. Am 25. August 1849 folgte der Lückenschluss zwischen Frankenstein und Neustadt einschließlich des Schönberg-Langeck-Tunnels. Zuvor hatten Kutschen den Verkehr zwischen den beiden Streckenteilen übernommen. Im Juli 1856 war die Ludwigsbahn dann durchgehend zweigleisig befahrbar.
Da die Magistrale von Mannheim nach Saarbrücken schon immer für den Fernverkehr eine große Bedeutung besaß, wurde sie ab 1960 schrittweise elektrifiziert. Der Schönberg-Langeck-Tunnel musste für die Elektrifizierung aufgeweitet werden. Dies verzögerte die Fertigstellung des elektrischen Betriebs, der schließlich ab dem 12. März 1964 auf gesamter Länge aufgenommen werden konnte.